# Billy Gonsalves
Adelino William Gonsalves (ur. 10 sierpnia 1908 r. w Portsmouth, zm. 17 lipca 1977 r. w Kearny) – amerykański piłkarz, reprezentant kraju, grający na pozycji napastnika.

## Kariera piłkarska
Karierę piłkarską rozpoczął w 1926 w klubie Lusitania Recreation Club. Od tego czasu grał w takich klubach jak Boston Wonder Workers, Fall River Marksmen, New York Yankees, New Bedford Whalers, Fall River, Stix, Baer and Fuller, St. Louis Central Breweries, St. Louis Shamrocks, Beltmar Drug, South Side Radio, Chicago Manhattan Beer, Healy, Kearny Scots, Brooklyn Hispano i Newark Germans. W 1952 zakończył karierę piłkarską.

## Kariera reprezentacyjna
Karierę reprezentacyjną rozpoczął w 1930. Został powołany na MŚ 1930. Powołanie otrzymał też na MŚ 1934. Po tym turnieju nie zagrał w reprezentacji, dla której wystąpił w 6 spotkaniach i strzelił 1 bramkę.